# Nouillonpont
Nouillonpont ist eine französische Gemeinde mit 245 Einwohnern (Stand: 1. Januar 2022) im Département Meuse in der Region Grand Est (vor 2016: Lothringen). Sie gehört zum Arrondissement Verdun und zum Kanton Bouligny.

## Geographie
Nouillonpont liegt etwa 35 Kilometer nordöstlich von Verdun. Umgeben wird Nouillonpont mit den Nachbargemeinden Rouvrois-sur-Othain im Norden, Saint-Pierrevillers im Norden und Osten, Spincourt im Südosten und Süden, Muzeray im Südwesten sowie Duzey im Westen.

## Geschichte
Der Ort wird erstmals im Jahr 1242 in einem Güterverzeichnis der Kathedrale von Verdun genannt.

## Bevölkerungsentwicklung
| Jahr                       | 1962 | 1968 | 1975 | 1982 | 1990 | 1999 | 2006 | 2011 | 2019 |
| Einwohner                  | 224  | 249  | 229  | 216  | 196  | 189  | 223  | 246  | 239  |
| Quellen: Cassini und INSEE |      |      |      |      |      |      |      |      |      |

## Sehenswürdigkeiten
- Kirche Saint-Martin aus dem 18. Jahrhundert
- Kapelle Saint-Hubert, 1595 erbaut

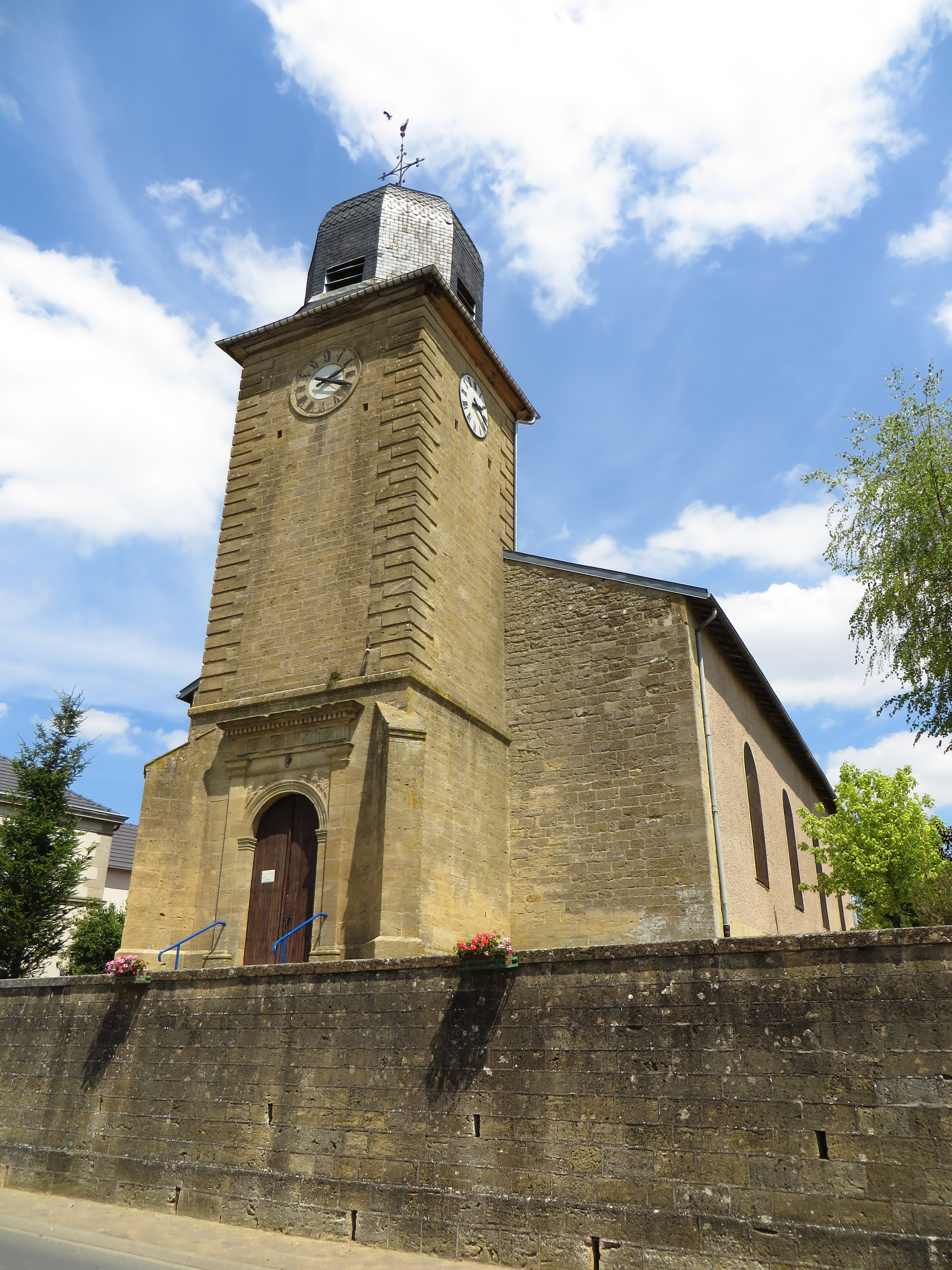
Kirche Saint-Martin
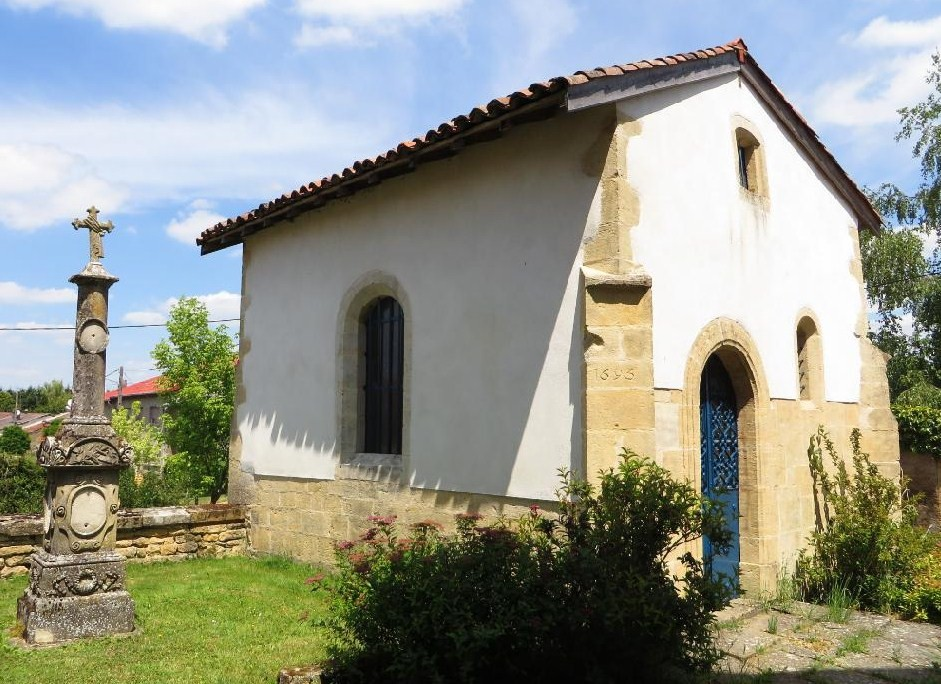
Kapelle Saint-Hubert